# ORP Kołobrzeg
ORP „Kołobrzeg” – okręt polskiej Marynarki Wojennej, kuter rakietowy radzieckiego projektu 205 (według nomenklatury NATO: typ Osa I).

## Historia
Został zbudowany w Stoczni Rzecznej w Rybińsku na terenie byłego Związku Socjalistycznych Republik Radzieckich. Był czwartym z trzynastu okrętów tego typu służących w Polsce. Do służby w 3 dywizjonie kutrów torpedowych 3 Brygady Kutrów Torpedowych w Gdyni wszedł 15 listopada 1965 roku. Od 1971 roku znajdował się w składzie 2 dywizjonu kutrów rakietowo-torpedowych 3 Flotylli Okrętów w Gdyni. W czerwcu 1975 roku okręt wziął udział w ćwiczeniach o kryptonimie Posejdon-75. W dniach 4–26 maja 1983 roku okręt wziął udział w wielkich ćwiczeniach sił Marynarki Wojennej o kryptonimie Reda-83. Został skreślony z listy floty 15 czerwca 1993 roku. Miał numer burtowy 424, a imię nosił od miasta Kołobrzegu.
Dowódcy okrętu:
- por. mar. Michał Michalski (1978-1981)
- por. mar Bogdan Wójtowicz (1981-1982)
- kpt. mar Ryszard Syndor (1982 – 1987)
- por. mar. Krzysztof Serafinowicz (1991-1992)

## Dane taktyczno-techniczne
- Wyporność standardowa: 171 t
- Długość: 38,5 m
- Szerokość: 7,6 m
- Prędkość maksymalna: 40 w
- Zasięg: 800 Mm
- Autonomiczność: 5 dób
- Załoga: 30 osób

## Uzbrojenie
- 4x1 wyrzutnie przeciwokrętowych kierowanych pocisków rakietowych P-15 Termit (według nomenklatury NATO: SS-N-2A Styx)
- 1x4 wyrzutnia przeciwlotniczych kierowanych pocisków rakietowych Strzała-2M (według nomenklatury NATO: SA-N-5 Grail)
- 2x2 armaty morskie kalibru 30 mm AK-230